# Hasta la Vista
Hasta la Vista este un film belgian din 2011 regizat de Geoffrey Enthoven. În rolurile principale joacă actorii Gilles De Schryver, Robrecht Vanden Thoren, Tom Audenaert și Isabelle de Hertogh.

## Prezentare
Trei băieți cu dizabilități, unul orb, unul  în scaunul cu rotile și al treilea complet paralizat, vor să meargă în Spania pentru a scăpa de virginitate.

## Distribuție
- Charlotte Timmers ca Brunette Jogger
- Roos Van Vlaenderen ca Blonde jogger
- Robrecht Vanden Thoren ca Philip
- Karel Vingerhoets ca Geert - Philip's Dad
- Katelijne Verbeke ca An - Philip's Mom
- Gilles De Schrijver ca Lars (ca Gilles de Schryver)
- Xandra Van Welden ca Sommelière
- Tom Audenaert ca Jozef
- Asta Philpot ca Wine tester
- Luc Verhoeven ca Wijnhandelaar
- Karlijn Sileghem ca Lisbet - Lars' Mom
- Tuur De Weert ca Roger
- Marilou Mermans ca Jozef's Mother
- Johan Heldenbergh ca Maarten - Lars' Dad
- Ivan Pecnik ca Theo